# Fanny Smith
Fanny Smith, född 20 maj 1992, är en schweizisk freestyleåkare.

## Karriär
Vid VM 2025 i Engadin tog Smith guld både individuellt i skicross samt i den mixade lagtävlingen i skicross tillsammans med Ryan Regez.